# Schoenus punctatus
Schoenus punctatus är en halvgräsart som beskrevs av Robert Brown. Schoenus punctatus ingår i släktet axagssläktet, och familjen halvgräs. Inga underarter finns listade i Catalogue of Life.